# Prusy (Kondratowice)

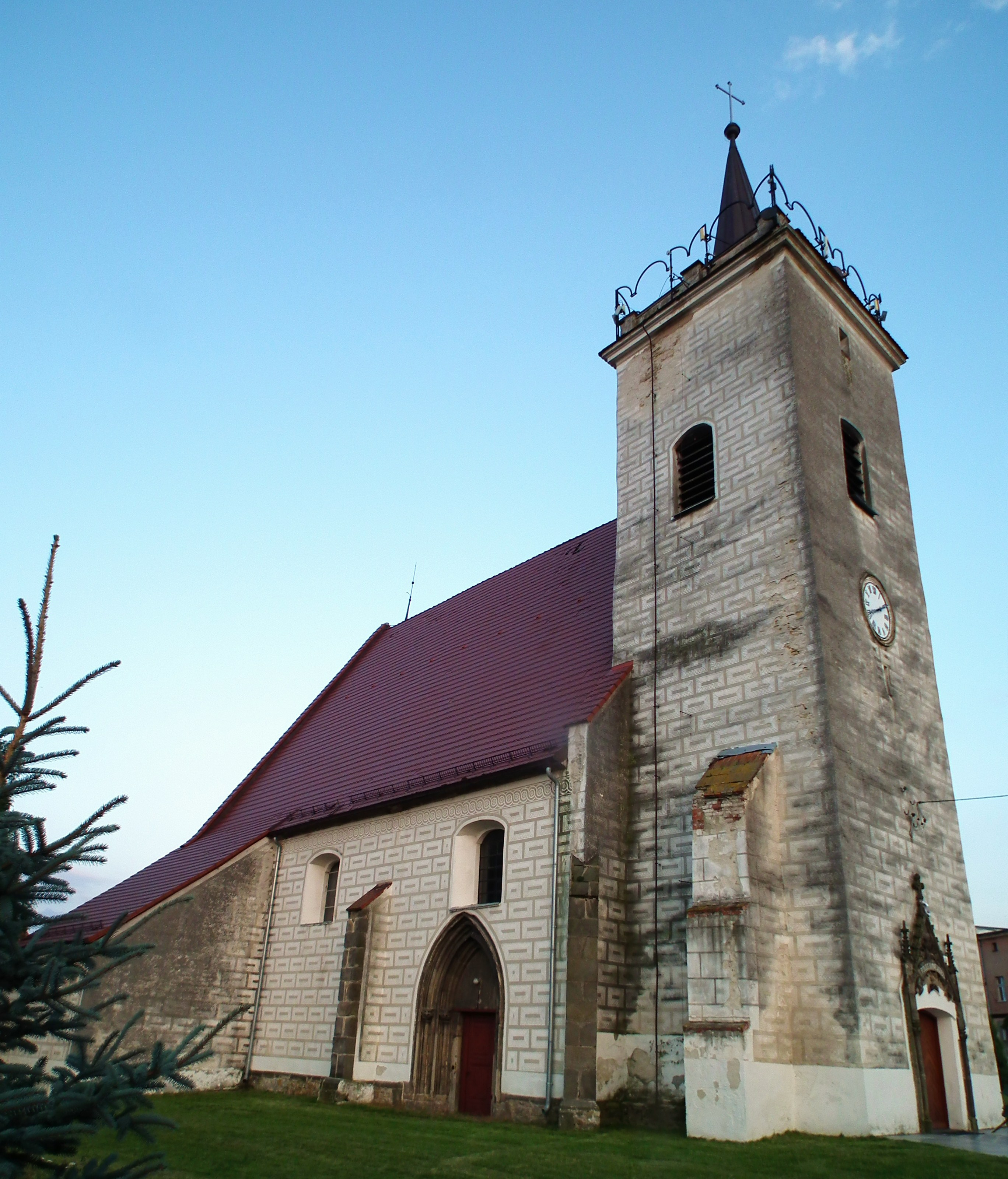
St.-Lorenz-Kirche

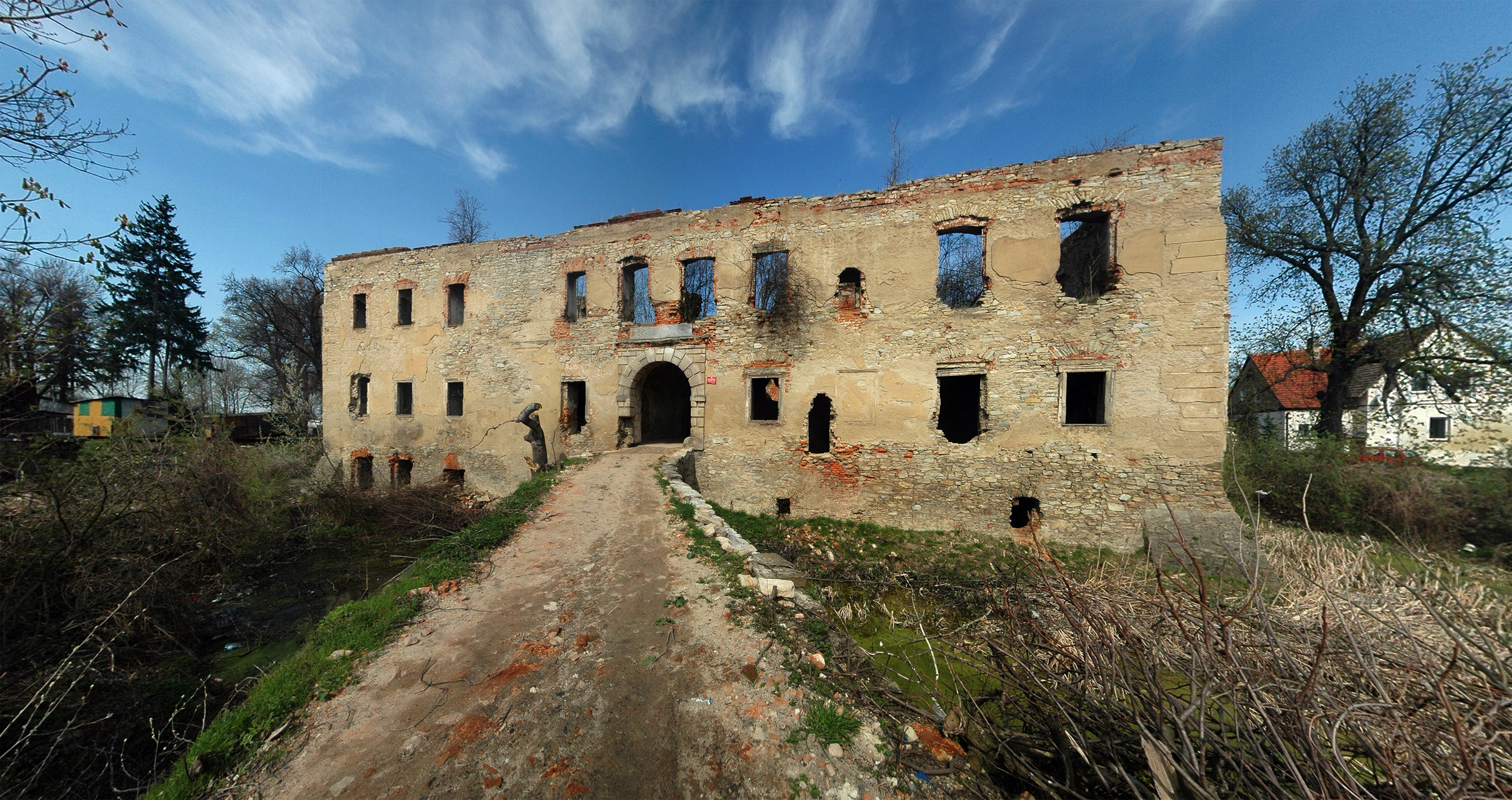
Schlossruine

Prusy (deutsch Prauß, auch Prauss) ist ein Ort in der Landgemeinde Kondratowice (Kurtwitz) im Powiat Strzeliński der Woiwodschaft Niederschlesien in Polen.

## Lage
Prusy liegt ca. drei Kilometer südlich von Kondratowice (Kurtwitz), elf Kilometer westlich von Strzelin (Strehlen) und 43 Kilometer südlich von Breslau. Nachbarorte sind Księginice Wielkie (Groß Kniegnitz) im Westen, Kondratowice (Kurtwitz) im Norden, Maleszów (Mallschau) im Südwesten, Janowiczki (Klein Johnsdorf) im Süden und Górka Sobocka (Gorkau) im Südosten.

## Geschichte
Vor dem 20. Jahrhundert in der Umgebung aufgefundene heidnische Urnengräber lassen auf eine Besiedlung des Gebietes in grauer Vorzeit schließen. Der Ort wurde 1295 erstmals urkundlich erwähnt, als Andreas von Prus seine Erbgüter in Prauß nebst allem Zugehör dem Conrad von Borschnitz verkaufte. Bis 1688 blieben die Herren von Borschnitz Eigentümer von Prauß.
Prauß gehörte zum Herzogtum Brieg, das seit 1329 ein Lehen der Krone Böhmen war. Nach dem Tod des Herzogs Georg Wilhelm I. 1675 fiel Prauß mit dem Herzogtum Brieg als erledigtes Lehen durch Heimfall an Böhmen. Nach dem Ersten Schlesischen Krieg fiel es 1741/42 mit fast ganz Schlesien von Preußen. Die alten Verwaltungsstrukturen wurden aufgelöst und Prauß in den Kreis Nimptsch eingegliedert, mit dem es bis zu seiner Auflösung 1932 verbunden blieb. 1792 zählte das Dorf eine evangelische Kirche, eine evangelische Schule, eine katholische Kapelle, in der ein Augustiner aus Strehlen den Gottesdienst verrichtete, eine Wassermühle, 26 Gärtner und zwei Häuslerstellen. 1845 gehörte Prauß dem k. k. Gubernialrat Franz Joseph Graf von Zierotin, Freiherr von Lillgenau (das Dominium zinste dem königlichen Rentamt Nimptsch). 1845 zählte Prauß 51 Häuser, ein herrschaftliches Schloss und Vorwerk, ein Getreidespeicher, 441 Einwohner (157 katholisch), eine evangelische Pfarrkirche mit Wittum, eine evangelische Schule, eine katholische Teilkirche von Dankwitz, eine katholische Schule, die seit 1716 in einem Seitenflügel des Schlosses bestand und 1800 in das Schulhaus in der Einfahrt verlegt wurde, eine Wassermühle, eine Windmühle, eine Rossmühle, eine Brauerei, eine Brennerei, 13 Handwerker und sieben Händler. Nach der Auflösung des Kreises Nimptsch 1932 gehörte Prauß zum Kreis Strehlen.
Als Folge des Zweiten Weltkriegs fiel Prauß mit dem größten Teil Schlesiens 1945 an Polen. Nachfolgend wurde es in Prusy umbenannt. Die einheimische deutsche Bevölkerung wurde – soweit sie nicht schon vorher geflohen war – vertrieben. Die neu angesiedelten Bewohner waren teilweise Zwangsumgesiedelte aus Ostpolen, das an die Sowjetunion gefallen war.

## Sehenswürdigkeiten
Die römisch-katholische Kirche St. Lorenz (polnisch Kościół parafialny św. Wawrzyńca) diente bis 1945 als evangelisch-lutherische Pfarrkirche. Der Ursprung der Pfarrkirche ist unbekannt, 1534 wurde sie evangelisch, 1612 neu gewölbt und 1650 repariert, 1705 geschlossen und 1707 restituiert. Vormals war Rudelsdorf mit ihr verbunden. 1848 wurde sie als massiv beschrieben, der Turm trug zwei Glocken, ihm fehlte die vor 40 Jahren abgetragene Spitze. Zur evangelischen Parochie waren im 19. Jahrhundert gepfarrt: Prauß (441 Einwohner, 284 ev.), Gollschau (421 Einwohner, 346 ev.), Gorkau (143 Einwohner, 92 ev.), Klein Johnsdorf (157 Einwohner, 123 ev.), Mallschau (107 Einwohner, 62 ev.), Rauchwitz (93 Einwohner, 79 ev.), Schmitzdorf (173 Einwohner, 160 ev.), Leipitz (118 Einwohner, 114 ev.), Sadewitz (110 Einwohner, 107 ev.), Silbitz (239 Einwohner, 207 ev.), Stachau (239 Einwohner, 231 ev.), insgesamt ca. 1900 Seelen; nach Angabe des Pastors betrug die Zahl Anfang des Jahres 1847 2000 Seelen. Das Kirchenpatronat gehörte zu dieser Zeit dem Katholiken Graf Stenko von Zierotin, Freiherr von Lillgenau.
- Die römisch-katholische Pfarrkirche St. Katharina wurde Anfang des 17. Jahrhunderts erbaut, im 18. Jahrhundert erneuert und bei Kriegsende 1945 zerstört. Sie war früher Teilkirche von Dankwitz mit Lokaladministrator, der größtenteils von der gräflichen Familie bezahlt wurde. Im 19. Jahrhundert waren die katholischen Orte euibgegkuedert: Gollschau, Gorkau, Klein Johnsdorf, Malschau, Plottnitz, Ranchwitz, Schmitzdorf und Wonnwitz (einzelne Ort waren auch Gäste von Danchwitz und Rothschloß).
- Schloss Prauß, nach 1945 verfallen, heute Ruine